# Nicky Pastorelli
Pour les articles homonymes, voir Pastorelli.
Nicky Pastorelli, né le 11 avril 1983 à La Haye (et résidant actuellement à Ryswick, aux Pays-Bas), est un pilote automobile néerlandais. 

## Biographie
Lorsque Nicky avait 10 ans, il a d'abord été initié au karting. Il a conduit ses premiers tours sur un parking vide. Nicky est instantanément tombé amoureux de ce sport et moins d'un an plus tard, il faisait des tours d'essais sur le circuit professionnel de Strijen. En 1993, Nicky a commencé dans la Ligue Mini, suivie de la Junior League, où il connut son premier succès. 
À l'âge de 14 ans, Nicky est devenue membre de l'équipe de karting de Peter de Bruin. Il y est resté pendant plusieurs saisons et courut en ICA et en Formule A. En 2000, Nicky court en Formule Arcobaleno, puis deux ans plus tard, en 2002, ses performances et les résultats satisfaisants dans ce championnat lui permirent de courir en Formule Renault 2000. 
En 2003, Nicky a participé au championnat europeen de Formule 3000 pour la Scuderia Fama. Il a terminé sur le podium à deux reprises et classé 5e au classement général de la saison. 
Pour 2004, Pastorelli signé avec l'écurie championne en titre, le Draco Junior Team, avec lequel il a remporté le championnat d'un point face à l'Italien Fabrizio Del Monte (en), signant 2 victoires parmi les 6 podiums auxquels il est monté. 
Ce résultat lui valut un essai en Formule 1 chez Minardi, puis chez Jordan Grand Prix en 2005. Il fut le premier pilote à intégrer le programme de développement des jeunes pilotes de MF1 Racing. Cependant, aucun de ces tests n'a été un templin pour la F1 pour Pastorelli. 
Il décide donc de traverser l'Atlantique pour rejoindre la Champ Car et fait ses débuts au Grand Prix de Houston, deuxième course de la saison 2006, chez Rocketsports. Il s'est qualifié 16e, et se retira après 29 tours, causé par un bris mécanique. Il passa la première fois sous le drapeau à damier en 15e, lors de la course suivante au Grand Prix de Monterrey. Il a également passé la ligne d'arrivée, une seule fois, sur l'ovale du Milwaukee Mile, où il a terminé 10e. Son meilleur résultat fut une 6e place lors de la dernière course au Grand Prix de Montréal. Il a été remplacé pour les trois dernières courses de la saison par le vétéran Mario Dominguez. 
En 2008 et 2009, Pastorelli a couru dans la catégorie GT2 de l'American Le Mans Series pour VICI Racing dans une Porsche 911 GT3. En 2008, il a également terminé 3e de la classe GT de la Supercar Challenge néerlandaise dans une Volkswagen Passat.